# Kranji (Paciran)
Kranji is een bestuurslaag in het regentschap Lamongan van de provincie Oost-Java, Indonesië. Kranji telt 7274 inwoners (volkstelling 2010).